# Момбелло-Монферрато
Момбелло-Монферрато (італ. Mombello Monferrato, п'єм. Mombè) — муніципалітет в Італії, у регіоні П'ємонт,  провінція Алессандрія.
Момбелло-Монферрато розташоване на відстані близько 500 км на північний захід від Рима, 45 км на схід від Турина, 38 км на північний захід від Алессандрії.
Населення — 1067 осіб (2014).
Щорічний фестиваль відбувається 16 серпня. 

## Демографія
Населення за роками:

Станом на 1 січня 2023 року в муніципалітеті офіційно проживало 68 іноземців з 11 країн, серед них 35 громадян країн Євросоюзу та 1 громадянин України.

## Сусідні муніципалітети
- Каміно
- Кастеллетто-Мерлі
- Черрина-Монферрато
- Габ'яно
- Понцано-Монферрато
- Серралунга-ді-Креа
- Солонгелло